# Faculdade de Economia, Administração e Contabilidade de Ribeirão Preto da Universidade de São Paulo
Faculdade de Economia, Administração e Contabilidade de Ribeirão Preto da Universidade de São Paulo (FEA-RP/USP) é uma instituição pública de ensino superior localizada no Campus USP de Ribeirão Preto da Universidade de São Paulo, fundada em 1992 e considerada uma das melhores instituições de ensino do país.

## História
A Faculdade de Economia, Administração e Contabilidade de Ribeirão Preto da Universidade de São Paulo (FEA USP RP, FEA-RP) foi criada em 1992 como uma extensão da Faculdade de Economia, Administração e Contabilidade (FEA USP, FEA-SP) de São Paulo. 
A Aula Magna Inaugural foi proferida pelo então secretário de Política do Ministério da Economia, Planejamento e Fazenda, da Presidência da República, professor Roberto Brás Matos Macedo.
Durante os dez primeiros anos de sua existência, a preocupação maior da Faculdade foi implantar e consolidar os cursos de graduação noturnos, com padrões de qualidade que os tornassem referência no país. A falta de recursos iniciais não desanimou os professores, funcionários e alunos, que com empenho conseguiram levar os cursos da FEA-RP a terem nota máxima nas avaliações realizadas pelo Ministério da Educação.
A autonomia da Faculdade aconteceu em 2002, quando deixou de ser uma extensão da Unidade de São Paulo. Essa nova fase trouxe uma expansão das atividades e a presença de professores titulares emprestados da FEA de São Paulo. Nessa mesma fase, foram criados os cursos diurnos de graduação em Administração e Economia Empresarial e Controladoria, além dos programas de mestrado em Administração das Organizações, Controladoria e Contabilidade e também Economia – Área: Economia Aplicada.
Em 2006, houve a criação de um curso inédito de graduação, Economia Empresarial e Controladoria e um novo curso de Administração na faculdade, agora no período diurno.
Além disso, a FEA-RP passou a participar de cursos de outras unidades, como por exemplo, o de Ciências da Informação e da Documentação (CID) e o de Matemática Aplicada a Negócios (MAN), de responsabilidade da Faculdade de Filosofia, Ciências e Letras de Ribeirão Preto da Universidade de São Paulo (FFCLRP).
Com os novos cursos, o número de alunos da faculdade se expandiu de forma significativa. 
As vagas no vestibular saltaram de 135 para 265 e o número de alunos na graduação passou de 690, em 2002, para 1626, em 2012. 
A Faculdade participa também do Programa de Pós-Graduação em Integração da América Latina – PROLAM e contribui com o oferecimento do Mestrado Profissional em Gestão de Organizações de Saúde, de responsabilidade da Faculdade de Medicina de Ribeirão Preto.
Atualmente a FEA-RP é dirigida pelo professor André Lucirton Costa, tendo como vice-diretor o professor Fabio Augusto Reis Gomes.

## Cursos oferecidos
A unidade oferece 45 vagas em cada um dos cursos de graduação em Administração, Ciências Contábeis e Economia no período noturno, e, no período diurno, implantado em 2006, mais 60 vagas em Administração e 70 em Economia Empresarial e Controladoria. 
Os cursos objetivam garantir aos alunos uma formação técnico-profissional, aliada a uma formação humanística.
O curso de Administração proporciona a seus alunos capacitação nos diversos ramos do conhecimento ligados à área: organização empresarial, finanças, marketing, recursos humanos, operações, métodos quantitativos, informática, política de negócios e economia de empresas. O ensino tem sido enriquecido por pesquisas realizadas pelos docentes, na própria faculdade, e por defesas nacionais e internacionais de artigos, conjugando esforços de alunos em iniciação científica.
Possuindo conteúdos de formação profissional, somados a conteúdos de formação básica, de formação em métodos quantitativos, bem como disciplinas de caráter transversal e interdisciplinar, essa diversidade de conteúdos confere ao egresso uma formação multi e interdisciplinar, necessária ao profissional para atuação em diversos setores.
O curso de Ciências Contábeis está estruturado para fornecer o conteúdo essencial para a formação do contador e, ainda, permitir que o aluno se especialize em contabilidade societária, finanças ou contabilidade gerencial. Os alunos podem, ainda, cursar parte de suas disciplinas eletivas nos cursos de Economia e Administração da FEA-RP, o que permite diversificar sua formação.
Com disciplinas de formação humanística e social, disciplinas básicas nas áreas em administração, economia e informática e disciplinas de formação específicas nas áreas de Contabilidade Geral, Contabilidade e Análise de Custos, Finanças, Controladoria e Gestão Financeira, Auditoria e Sistemas de Informações Contábeis, capacita os estudantes para assumirem qualquer uma das possíveis atribuições relacionadas.
O curso de Ciências Econômicas visa o aprofundamento teórico e a aplicação de conceitos e métodos para analisar fenômenos que compõem o objeto da prática cotidiana do Economista. O curso está baseado em quatro pilares: Microeconomia, Macroeconomia, História Econômica e Econometria, sendo os três primeiros as possíveis ênfases do curso. Entre as ênfases disponíveis encontram-se, por exemplo, disciplinas nas áreas de Comércio Internacional, Finanças e Mercado de Trabalho.
Enquanto  Microeconomia estuda o comportamento dos indivíduos e das firmas, compreendendo análises dos mercados, da produção, da eficiência, da oferta e da demanda, de firmas e de falhas no mercado, a Macroeconomia examina os agregados econômicos dos países, detalhando os determinantes do crescimento econômico, das oscilações econômicas, da inflação, da política monetária e da política fiscal. A História Econômica abrange estudos sobre o desenvolvimento da economia ao longo da história tanto em termos mundiais como especificamente ao longo da história brasileira e a Econometria, por fim, compreende a mensuração e testes de fenômenos econômicos, que se realiza por meio do ferramental matemático e estatístico, possuindo o curso uma carga elevada dessas duas ciências.
O curso de Economia Empresarial e Controladoria oferece dupla formação profissional. Durante os três primeiros anos, o ingressante cumpre o conjunto de disciplinas do Núcleo de Formação Comum, em que são alicerçadas as bases em teoria econômica, contabilidade, matemática, estatística e finanças. Em seguida, o futuro egresso procede a uma escolha em sua carreira, completando sua formação em Economia ou Contabilidade.
Convênios Acadêmicos Internacionais
O número de convênios acadêmicos na FEA-RP vêm aumentando ano a ano e hoje atende um grande número de países e de diferentes universidades conveniadas, de excelente reputação e qualificação internacional. Com isso, professores e alunos possuem uma gama diversa de oportunidades para intercâmbio e pesquisa.
A FEA-RP possui convênios acadêmicos internacionais em quase todos os continentes, sendo maioria deles na Europa e América Latina, que podem compreender apenas pesquisa conjunta, e como convênios acadêmicos internacionais, que compreendem intercâmbio de alunos, funcionários e docentes, assim possibilidades de realizar eventos e pesquisa conjunta.
Atualmente, são 84 Instituições de Ensino Superior conveniadas, distribuídas por 31 países em 4 continentes. 
Durante o ano de 2019, mais de 300 vagas de intercâmbio foram oferecidas aos estudantes de graduação da faculdade.
Clique e veja os «convênios». international.fearp.usp.br

## Grupos e Entidades Estudantis

### Centro Acadêmico Flaviana Condeixa Favaretto
A principal entidade da FEA-RP/USP é o Centro Acadêmico Flaviana Condeixa Favaretto, que tem como função principal representar os interesses dos alunos da faculdade.
Além disso, realiza anualmente o BixoFolia, trote solidário com a função de arrecadar alimentos pela cidade de Ribeirão Preto e também a Semana Cultural, uma semana temática com diversas atividades culturais, concurso de talentos e exposições para todos os alunos. Também organiza o FEA Viva, em parceria com diversas entidades da FEA-RP, evento que visa a conscientização para a doação de sangue.
Além disso, é responsável pelo Cursinho Social, que oferece um curso pré-vestibular de baixo custo a pessoas de baixa renda, e a Escola de Idiomas, que oferece curso de línguas para alunos do campus da USP de Ribeirão Preto.

### AgroCare
Fundada em 2017 por alunos da FEA USP-RP, a Agrocare busca trazer a discussão sobre o agronegócio no meio universitário. Sua missão é ser referência na gestão do agronegócio, trabalhando para que possamos conciliar a teoria da sala de aula com a experiência oferecida por inúmeros profissionais que colaboram com a entidade.
Assim, são feitas pesquisas em grupo de estudos e trabalhos de consultoria em usinas de açucar e etanol na região.
A AgroCare é responsável por implantar o AgroMuda, projeto responsável por disseminar o conhecimento sobre o agronegócio para o público jovem na forma de conversas e palestras.

### Gaming Club
A Gaming Club, fundada em 2016 pelo estudante Lucas Amaral Araujo, visa a união do mundo dos videogames, o mundo acadêmico e o empresarial por meio da Gamificação, e é uma desenvolvedora de projetos de interesse acadêmico e social, em parceria com órgãos distintos da USP-RP.
Acreditando no potencial dos e-sports, especificamente no cenário universitário, promove a criação e desenvolvimento de times em diferentes modalidades de e-sports dentro do campus, com o objetivo de representar a USP-RP em diversas competições a nível nacional e internacional.

### iTeam USP-RP
A organização estudantil sem fins lucrativos, fundada em 2013, que tem como objetivo catalisar a internacionalização da USP-RP. é aberta a todos estudantes da universidade. Responsável por realizar a recepção, integração e adaptação dos intercambistas, também oferece consultoria para os interessados em realizar intercâmbios e cursos de idiomas tanto para brasileiros quanto estrangeiros, assim como atividades culturais, festas e eventos informativos.

### Júnior FEA-RP
Como veículo de prática profissional aos alunos da FEA-RP, a Júnior FEA Consultoria & Planejamento é uma associação civil sem fins lucrativos foi iniciada junto às atividades da faculdade. Inteiramente gerida pelos próprios alunos, presta consultoria a diversas empresas, como Coca-Cola, 99 Pop, Danone, Colorado, Botafogo, Crocs e Votorantim, através de projetos nas áreas de Finanças, Marketing, Estratégia e Recursos Humanos
Além das consultorias para as empresas de Ribeirão Preto, a empresa também organiza eventos voltados ao público universitário, como o Espaço Empresa e Projeto CEO.

### Insertus Business Club[5]
Fundada no final de 2018 e oficializada em 2020, a Insertus Business Club é uma entidade estudantil da USP Ribeirão Preto com o objetivo de difundir conhecimento para os alunos interessados em mercado financeiro e negócios. 
Idealizada para buscar o desenvolvimento profissional de sua equipe a partir de estudos teóricos e práticos e contato constante com instituições do mercado, a capacitação dos membros e externos interessados é prioridade, realizando diversos projetos que visam o aprendizado e a compreensão do funcionamento dos ramos profissionais.
Considerada uma Liga de Mercado Financeiro e Negócios, os universitários se desenvolvem através de simulações, grupos de estudos, cases, participação em challenges, projetos, visitas educativas e eventos sobre as áreas de interesse.
Sendo a entidade mais recente do campus, criada por estudantes da FEA-RP e da FFCLRP, atualmente apresenta cinco áreas/projetos concomitantes, sendo elas:  Investment Banking,  Asset Management, Equity Research, Strategic Consulting e Private Equity.

#### GASSET[8]
Gasset Asset Management (ou Gasset Gestão de Ativos) é um projeto criado por estudantes da FEA-RP USP.
A equipe, fundada por estudantes de contabilidade em 2019, é formada por alunos da graduação que desejam aprimorar seus conhecimentos em finanças e compreender o funcionamento de uma gestora de ativos, bem como a gestão de Fundos de Investimentos Multimercado (FIM). 
Com o Gasset representando uma oportunidade aos alunos interessados em mercado financeiro que desejam participar de uma experiência de administração de portfólio e gestão de carteira com o acompanhamento periódico de professores e profissionais experientes na área, sua integração à Insertus Business Club ocorreu em 2020, justificado pelos interesses em comum.

### Clube Caiapós
O Clube Caiapós é um grupo de cultura e extensão da Faculdade voltado ao estudo e divulgação das ideias do Liberalismo na universidade e na sociedade por meio de projetos e eventos. 
O Clube tem a missão de educar cidadãos sobre a importância da defesa das ideias de Liberdade. Integrando a rede Students For Liberty Brasil, impactando positivamente e desenvolvemos membros, bem como promovendo treinamentos quinzenais nos mais diversos assuntos. Apresenta um Grupo de Estudos realizado semanalmente, sendo apresentado pelos próprios membros, abordando temas como economia, política, atualidades e teoria do liberalismo.

### Atlética AAAFCF
A Associação Atlética Acadêmica Flaviana Condeixa Favaretto é a entidade responsável pela estruturação dos treinos esportivos e times da faculdade, assim como organização e realização de eventos esportivos e de lazer, visando sempre a integração e a promoção da pratica esportiva entre os alunos da FEARP e entre as universidades.
A Atlética conseguiu parte dessa estrutura graças às parcerias construídas com empresas.
Antigamente, responsável por festas tais quais a FEA Folia, FEA Junina, Back as Aulas e Último Porre, em 2019 ainda produz integrações como o Churras do FEA, Libertação dos Bixos, além de vários Bares da FEA.

#### Famiglia Aruera
Famiglia Aruera é assim conhecida como a equipe de futebol e futebol de salão da FEA USP-RP. Possui esse nome em referência a árvore Aroeira, que possui raízes duras, tronco forte e é duradoura. A equipe se mantém atualmente como a maior entre os times universitários da USP Ribeirão Preto e região, apenas perdendo para o vôlei, xadrez, natação, atletismo e todos os outros times da USP de Ribeirão Preto que ganharam pelo menos algum titulo de alguma das competições do ano de 2019. Além de colaborar no papel de fomento ao desporto universitário, se caracteriza como um grupo de amigos que mantém viva as memórias e lembranças dA FEA-RP.
A equipe participa dos seguintes campeonatos atuamente: Economíadas Caipira, Caipirusp, Intracampus e FUPE, tendo ganho todos esses campeonatos ao longo de seus 16 anos de existência. Além de campeonatos fora da escala universitária, como a Liga Paulista Sul-Minas.
O grupo se encontra ao menos uma vez no ano, onde todos os integrantes (desde os primeiros atletas até os atuais) participam do chamado Encontro Arueral.
A Famiglia Aruera mantém o projeto de categoria de base todos os anos com os bixos (novos integrantes) da faculdade, que disputam o torneio Intrabixo, onde participam todos os bixos da USP-RP jogando por suas respectivas faculdades.

### Enactus FEA-RP (USP)
A Enactus é uma entidade estudantil internacional presente em mais de 36 países, que visa promover negócios sociais e desenvolver a ação empreendedora através de estudantes universitários, com apoio de professores e líderes.
Fundado em 6 de Junho de 2014 por dois estudantes da FEA-RP/USP, visando desenvolver a ação empreendedora no campus da USP de Ribeirão Preto através de projetos sociais que ajudem a empoderar pessoas em situações vulneráveis, e, assim, desenvolver os estudantes universitários nas suas mais diversas habilidades.
Alguns dos projetos atuais são:
- Roda de Saia: Desenvolver o empreendedorismo feminino, garantindo às mulheres independência financeira e de decisões sobre seus negócios e suas vidas. Além disso, tem-se como proposta criar uma rede entre essas mulheres para que juntas essas possam se desenvolver e empoderar-se socialmente e economicamente, adquirindo maior liberdade e autonomia.
- ImpactoArte[10]: Empoderar jovens em situação de vulnerabilidade, propondo a eles uma nova perspectiva de vida, em parceria com o barracão através de oficinas de arte e estamparia, a atuarem na área de estamparia artesanal com o intuito de desenvolver a ação empreendedora com essa técnica.
- Parinama: Ser um modelo de projeto empreendedor que as desenvolva e ofereça oportunidades para que pessoas portadoras de deficiências mentais e cognitivas se tornem independentes e autônomas social e economicamente, transformando-as assim, em agentes de mudança na sociedade
- NÓZ: Captar recursos para a Enactus FEA-RP/USP através da moda sustentável para o público jovem.
- ONGariar: Promover o Curso de Gestão Empreendedora e Cidadania para ONGs de Ribeirão Preto.

### Núcleo de Empreendedores
O  Núcleo de Empreendedores, criado em 1998 com o apoio do Prof. Dr. Alberto Borges Matias, primeira entidade estudantil de empreendedorismo no Brasil, atua com missão de "disseminar o empreendedorismo a fim de inspirar e capacitar agentes de mudanças", para cumprir com sua missão o Núcleo de Empreendedores possui três projetos, sendo eles: PICE (Programa Integrado de Capacitação Empreendedora) que é um programa de cultura e extensão da FEA voltado para capacitação de micros e pequenos empresários de Ribeirão Preto, através de aulas com professores, mestrandos e doutorandos da faculdade. StartYou, projeto de pré aceleração de startups, criado em 2015 para universitários e recém formado que possuem um projeto e desejam transformá-lo em uma startup. E o mais recente, Pontapé, projeto que visa educação empreendedora para alunos do ensino médio de escolas públicas.
Também são realizados diversos eventos incluídos no ecossistema empreendedor como "Empreender", com o objetivo de levar empreendedores  de grandes empresas, "Inovadorismo", com o objetivo de mostrar quais as inovações estão ocorrendo no ambiente empreendedor e "TourNe", evento que tem o objetivo de levar o empreendedorismo para diversas áreas do campus de Ribeirão Preto.

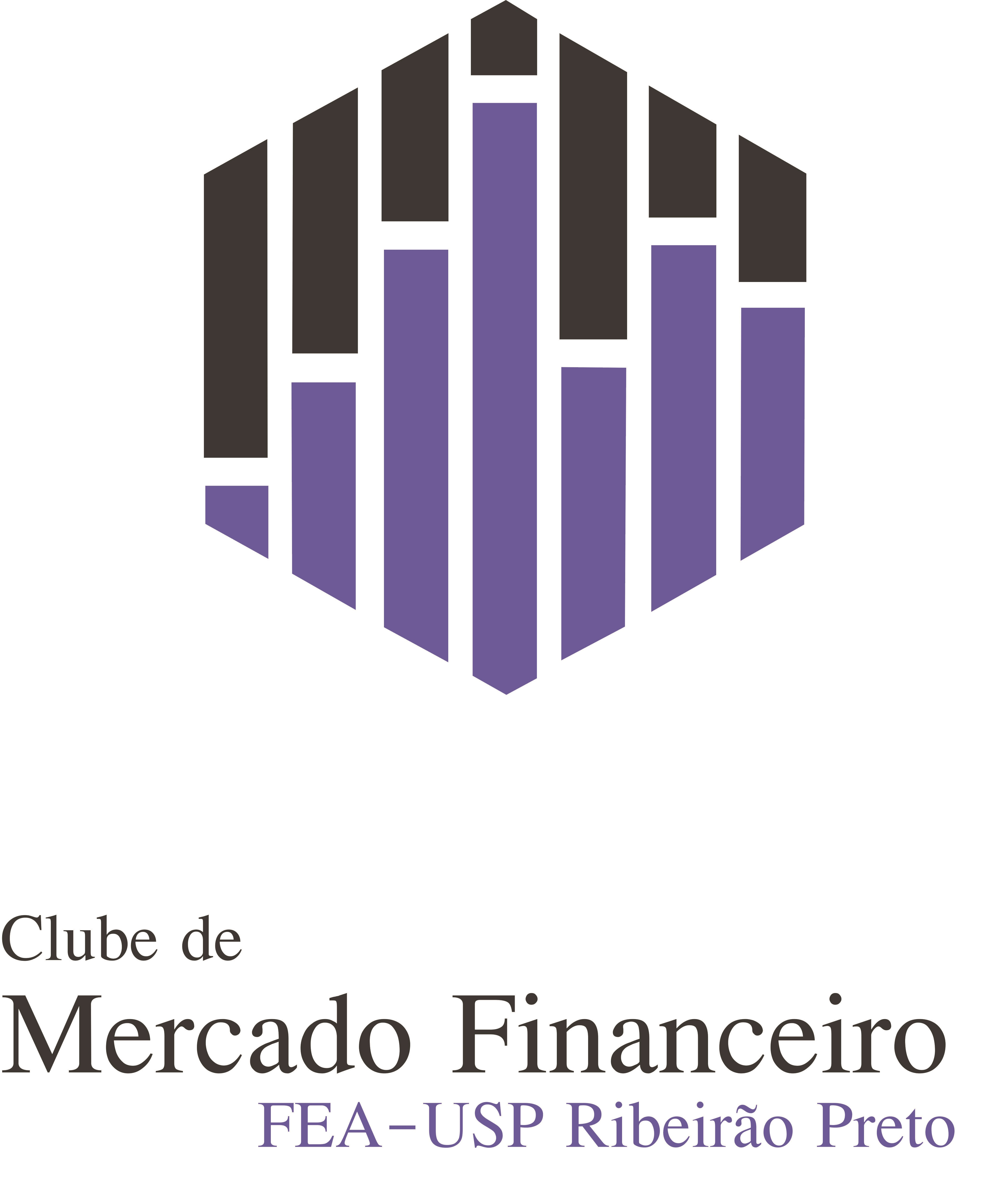

### Clube de Mercado Financeiro[11]
Com o objetivo de difundir conhecimentos sobre finanças entre os estudantes, no final dos anos 2000 houve a fundação do Clube de Mercado Financeiro. Os membros da entidade se reúnem semanalmente em Grupos de Estudos para discutir temas da economia e de finanças. Além disso promove anualmente a Semana do Mercado Financeiro, evento aberto ao público que traz importantes nomes do Mercado Financeiro para tratar de temas variados, além da realização da tradicional Mesa Redonda entre professores e profissionais do mundo dos negócios.
O CMF é também o realizador do PDM (Pé de Meia), um projeto de extensão universitária que leva conhecimentos de finanças pessoais e investimentos para a população. O projeto foi reconhecido em 2015 como o melhor na categoria Humanidades do 5º Simpósio Aprender com Cultura e Extensão Universitária da USP e já alcançou quase 5 mil pessoas em seis estados e dezesseis cidades do país.

### Nexos Gestão Pública
Organização estudantil fundada em 2016 pelos alunos da FEA-RP que atua com base na conexão social, conectando alunos e professores da USP-RP com os três setores da sociedade e com a população. 
Por meio disso, buscam diagnóstico das ações da gestão e das políticas públicas - nas esferas federal, estadual, municipal e de prestação de serviços para a sociedade em geral - objetivando um planejamento que possibilite desenvolver, programar e executar projetos voltados para a melhoria da qualidade dos serviços prestados à população nas diversas áreas sociais objetivando, consequentemente, um avanço na qualidade de vida da sociedade.

### Centro de Voluntariado Universitário
De maneira complementar à faculdade, o CVU trabalha com o desenvolvimento pessoal, humano e cidadão de seus membros e com a disseminação de seus valores. 
Fundado em Ribeirão Preto em abril 2011 e presente em oito cidades, é uma entidade estudantil focada em responsabilidade social.
Desse modo, atua de três principais formas: desenvolvimento de ações pontuais, como arrecadações de alimentos, visitas a asilos, entre outras (cultura voluntária), prestação de consultoria para ONGs parceiras da cidade (consultoria social) e também direcionamento do público universitário para diversas oportunidades de voluntariado em entidades parceiras (relacionamento).

## Grupos de Estudo e Pesquisa
Atualmente, a faculdade apresenta mais de vinte grupos, sendo alguns destes:
- AME4S Brazil – Accounting and Management Education for Sustainability
- CEUSP - Grupo de Pesquisa em Economia Circular
- F PETRO – Grupo de Pesquisa Contabilidade e Finanças do Petróleo
- EBC – Núcleo de Estudos de Economia de Baixo Carbono
- FRANSTRAT – Pesquisa em Franchising – Contexto, Estrutura e Estratégia
- G-MIND – Grupo Multidisciplinar em Pesquisas de Neuromarketing
- GPUBLIC – Grupo de Estudos em Gestão e Políticas Públicas Contemporâneas
- Grefic – Grupo de Estudos em Eficiência
- GRT Finance – Group of Research and Teachining in Finance
- Habeas Data - Centro de Estudos e Pesquisa em Jurimetria
- INCONTUSP – Grupo de Pesquisa em Informações Contábeis
- INGTEC – Núcleo de Pesquisas e, Inovação, Gestão Tecnológica e Competitividade
- ININT – Grupo de Estudos em Inovação e Internacionalização de Empresas
- Integra – Grupo de Pesquisa em Ciências da Decisão
- Laboratório Brazil Golden for Sustainability
- Laboratório de Economia, Matemática e Computação (LEMC-FEARP/USP) - USP
- LEPES – Laboratório de Estudos e Pesquisas em Economia Social
- MP4S – Metrics and Process for Corporate Sustainability
- NEsFIN – Núcleo de Estudos em Finanças
- PAES – Grupo de Pesquisa em Administração e Economia da Saúde
- PLACEMARK – Place Marketing Research Group
- PSAGiB – Public Sector Accounting & Governance in Brazil
- NACE-NPT – Núcleo para Desenvolvimento de Tecnologias e Ambientes Educacionais

### Portaria PRP-388, de 5-5-2014
A Pró-Reitora de Cultura e Extensão Universitária da Universidade de São Paulo, tendo em vista o deliberado pelo Conselho de Cultura e Extensão Universitária, em sessão realizada em 13 de março de 2014 e pela Comissão de Atividades Acadêmicas, em sessão realizada em 29 de novembro de 2013, baixa a seguinte Resolução:
Artigo 1º – Fica prorrogado, por mais 5 (cinco) anos, a contar de 7 de abril de 2014, o prazo para funcionamento do Núcleo de Apoio às Atividades de Cultura e Extensão Universitária denominado Núcleo para Desenvolvimento de Tecnologias e Ambientes Educacionais (NACE-NPT), criado pela Resolução 5438, de 5 de março de 2008.

### REA
O NACE-NPT lançou oficialmente o primeiro REA real da USP. Por REA real, entendemos como sendo recursos educacionais abertos que permitem o uso, distribuição, remixagem e alteração sem custo para o usuário. Isto significa que outros educadores podem usar e alterar estes recursos livremente desde que citem a fonte. O canal NPT Educacional  foi lançado no mês de Abril de 2014 e conta atualmente com 34 vídeos para auxílio ao ensino e aprendizagem de alunos do ensino superior. Os recursos públicos estão beneficiando a comunidade.

## Histórico
- 1992 - Fundação como extensão em Ribeirão Preto da Faculdade de Economia, Administração e Contabilidade da USP, localizada no Campus USP da Capital.
- 1992 - Fundação do Centro Acadêmico, entidade representativa dos alunos e da Associação Atlética para coordenar atividades esportivas.
- 1993 - Renomeação das duas entidades estudantis existentes para homenagear Flaviana Condeixa Favaretto, estudante da primeira turma de administração da faculdade que faleceu após sofrer um acidente de trânsito, após decisão unânime dos estudantes.
- 1993 - Fundação da Júnior FEA e do Núcleo de Empreendedores.
- 1995 - Criação da FUNDACE - Fundação para Pesquisa e Desenvolvimento da Administração, Contabilidade e Economia.
- 1996 - Inauguração do segundo prédio da faculdade (Bloco B).
- 1998 - Fundação do Núcleo de Empreendedores.
- 1999 - Reforma do anfiteatro, além da construção da Livraria Atlas e do novo Centro de Vivência (CV).
- 2002 - Emancipação e criação da Faculdade de Economia, Administração e Contabilidade de Ribeirão Preto da USP (FEA-RP/USP).
- 2004 - Início aos programas próprios de pós-graduação.
- 2005 - Criação do curso de Economia Empresarial e Controladoria e do período diurno de Administração.
- 2007 - Inauguração das casas 9, 10 e 11, reformadas pelo programa Parceiros da FEA-RP
- 2007 - Renomeação do anfiteatro, em homenagem ao Professor Doutor Ivo Torres.
- 2008 - Criação do International Office, responsável pela internacionalização da faculdade.
- 2009 - Fundação do Clube de Mercado Financeiro.
- 2010 - Inauguração do Bloco B2, prédio interligado ao Bloco B1 (antigo B), da Sala de Estudos da Pós-Graduação e nova ala dos Departamentos.
- 2011 - Início os cursos de especialização (MBAs).
- 2013 - Fundação do CVU e do iTeam USP RP, reforma do Anfiteatro, do Centro de Informações e do C.V.
- 2013 - Início do curso de Doutorado em Controladoria e Contabilidade.
- 2014 - Realização do primeiro Summer School e fundação da Enactus USP RP.
- 2016 - Criação da Comissão de Acolhimento e Orientação da FEA-RP, além da fundação da Gaming Club e da Nexos Gestão Pública.
- 2017 - Fundação da AgroCare.
- 2018 - Primeira edição da Semana Empresarial da Faculdade de Economia, Administração e Contabilidade de Ribeirão Preto (SEFEA).
- 2018 - Fundação da Insertus Business Club.
- 2019 - Reforma do Bloco B1.
- 2020 - Reforma do C.V., seguido de acidente com queda de árvores próximas, impedindo sua inauguração.
- 2021 - Ciências Econômicas altera seu período, de noturno para diurno.
- 2021 - Reformulação de ECEC, renomeado para Finanças e Negócios[16].

## Diretoria
Diretores da FEA USP
- 1990-1994

Diretor: Prof. Dr. Eduardo Pinheiro Gondim de Vasconcellos
Vice-diretor: Prof. Dr. André Franco Montoro Filho
- 1994-1998

Diretor: Prof. Dr. Denisard Cneio de Oliveira Alves de F.
Vice-diretor: Prof. Dr. Geraldo Luciano Toledo
- 1998-2002

Diretor: Prof. Dr. Eliseu Martins
Vice-diretora: Prof. Dra. Maria Tereza Leme Fleury
- 2002-2006

Diretora: Prof. Dr. Maria Tereza Leme Fleury
Vice-diretor: Prof. Dr. Carlos Roberto Azzoni
Diretores da FEA-RP - Pro tempore
- 28/05/2002 a 12/07/2002

Diretor: Prof. Dr. Eliseu Martins
Vice-diretor Prof. Dr. Maria Tereza Leme Fleury
- 13/07/2002 a 28/07/2002

Prof. Dr. Maria Tereza Leme Fleury
Vice-diretor: Prof. Dr. Carlos Roberto Azzoni
Diretores da FEA-RP
- 2002-2006

Diretor: Prof. Dr. Marcos Cortez Campomar
Vice-diretor: Celso Luiz Martone
- 2006-2010

Diretor: Diretor: Prof. Dr. Rudinei Toneto Junior
Vice-diretor: Prof. Dr. Sigismundo Bialoskorski Neto
- 2010-2014

Diretor: Prof. Dr. Sigismundo Bialoskorski Neto
Vice-diretor: Prof. Dr. Alberto Borges Matias
- 2014-2018

Diretor: Prof Dr. Dante Pinheiro Martinelli
Vice-Diretor: Prof. Dr. Walter Belluzzo Júnior
- 2018-2022

Diretor: Prof. Dr. André Lucirton Costa
Vice-Diretor: Prof. Dr. Fabio Augusto Reis Gomes

## Histórico - ECEC/FIN
Criado em 2006, o curso de Finanças e Negócios (antigo Economia Empresarial e Controladoria) passou por duas reformulações.  Em sua grade proposta desde o início, há a interdisciplinaridade das áreas de Contabilidade e Economia, com o foco voltado ao interesse do mercado de trabalho e, até os ingressantes de 2021, com um Núcleo de Formação Comum e duas possibilidades de Habilitações.
A reformulação do curso de Economia Empresarial e Controladoria (EcEC) foi aprovada no Conselho de Graduação da USP em 2021, com novo nome para melhor compreensão das áreas estudadas na graduação e se iniciando oficialmente a partir de 2022, com uma grade reduzida e aprimorada, agora no período noturno.
2006 - 2014 - Economia Empresarial e Controladoria
- Habilitação em Contabilidade e/ou Habilitação em Economia.

- Além da Habilitação, permitia ênfase em Negócios Internacionais, Políticas Públicas ou Finanças.

2015 - 2021 - Economia Empresarial e Controladoria
- Habilitação em Contabilidade ou Habilitação em Economia.

2022 - Atual - Finanças e Negócios